# 屈萨克 (康塔尔省)
屈萨克（法語：Cussac，法語發音：[kysak]）是法国康塔尔省的一个市镇，属于圣弗卢尔区。

## 地理
屈萨克（44°59'1"N, 2°55'57"E）面积13.68 平方千米，位于法国奥弗涅-罗讷-阿尔卑斯大区康塔爾省，该省份为法国中南部省份，位于法國中央高原中心，北起科雷兹省、上盧瓦爾省和多姆山省，西接洛特省和科雷兹省，南至阿韦龙省和洛特省，东临上盧瓦爾省和洛泽尔省。
与屈萨克接壤的市镇（或旧市镇、城区）包括：塞藏、波亚克、莱泰尔讷、特吕耶尔河畔讷韦格利斯。

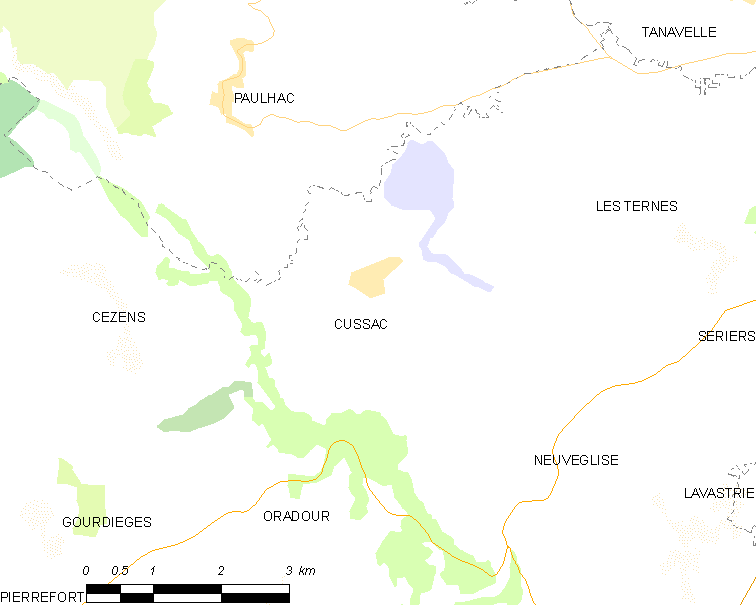
的OSM定位图

屈萨克的时区为UTC+01:00、UTC+02:00（夏令时）。

## 行政
屈萨克的邮政编码为15430，INSEE市镇编码为15059。

## 政治
屈萨克所属的省级选区为圣弗卢尔第二县。

## 人口

1962-2008年间人口变化图示

屈萨克于2022年1月1日时的人口数量为120人。